# Campylocheta ziegleri
Campylocheta ziegleri là một loài ruồi trong họ Tachinidae.